# سودانيز أونلاين
سودانيز أونلاين أو سودانيز أون لاين (بالإنكليزية: SudaneseOnline) هي صحيفة ثنائية اللغة على الإنترنت موجهة للشعب في دولتي السودان وجنوب السودان، ومقرها في بيوريا بولاية أريزونا بالولايات المتحدة الأمريكية. تم إنشاء الموقع في نوفمبر 1999 من قبل بكري أبو بكر، وهو مواطن سوداني مقيم في الولايات المتحدة، مع أخبار ومعلومات عن السودان وجنوب السودان، وأكثر من 500 أرشيف في مكتبته.
وتتضمن الصحيفة قسماً للأخبار والنشرات الصحفية، يغطي الأخبار المحلية والإقليمية والسودانية والعالمية، وقسماً للآراء، ومكتبة صور بها أكثر من 1500 صورة تستضيفها بينتيريست، ومكتبة سمعية وبصرية تضم أكثر من 5000 مقطع فيديو يستضيفها يوتيوب، مع مقاطع فيديو من الموسيقى السودانية الكلاسيكية والحديثة. كما تحتوي المكتبة السمعية البصرية على أرشيف تفاعلي للفولكلور السوداني والأحداث التاريخية بالإضافة إلى العديد من البرامج الحوارية التلفزيونية.

## الموقع الإلكتروني
تعتبر سودانيز اون لاين اليوم أكبر واجهة سودانية إخبارية ومصدر للمعلومات عن السودان في كافة المجالات، حيث أنشيء هذا الموقع لأول مرة في نوفمبر 1999 وأنشأه السوداني المقيم بالولايات المتحدة بكري أبوبكر.
تركز صحيفة سودانيز أون لاين على المناخ السياسي والاجتماعي والاقتصادي في السودان وجنوب السودان، مع الأخبار والآراء السودانية ومدونة للسودانيين في الشتات.
تم إدراج الموقع في مكتبة الكونغرس الأمريكية، وقد نشرت موقع سودانيز أون لاين عدة آلاف من المقالات التي تناولت الشؤون السياسية السودانية والقضايا الإقليمية والدولية.
بالإضافة إلى ذلك، تهدف شركة سودانيز أون لاين إلى تمكين العديد من قرائها من إقامة علاقات صداقة مع الآخرين، كما ساعدت في استعادة الروابط العائلية بين بعض زوارها. وقد سهلت زواج 14 من الأزواج، مثل زواج علاء طبيس وداليا.

## حظر وحجب
وقد تعرض الموقع للحجب من قبل السلطات السودانية أكثر من مرة، وقد أصدرت الشبكة العربية لمعلومات حقوق الإنسان في 10 (عدد) يوليو 2004 بيانا أدانت فيه حجب موقع «سودانيز أون لاين» واعتبر البيان أن هذا الحجب هو انتهاك واضح لحرية الرأي والتعبير وانتكاسة للحق في تداول المعلومات، وطالبت الشبكة السلطات السودانية برفع الحجب فورا عن الموقع إعمالا لنص المادة 19 من العهد الدولى للحقوق المدنية والسياسية التي تكفل الحق في التماس المعلومات والأفكار ونقلها للآخرين.
كما تعرضت كتابات بعض المثقفين والكتاب بالموقع للمضايقات والمصادرة في السودان، ومنهم الروائي محسن خالد الذي كتب رواية بالموقع هوجمت في الصحافة المحلية وصودرت كتاباته في السودان.

## حملات الدعم
جمع أعضاء الموقع أكثر من ثمانية آلاف دولار أمريكي للعلاج الطبي في صنعاء الأمين عوض الكريم. كما ساهموا مالياً في العلاج الطبي للشاعر السوداني، وقع محجوب شريف وغادة نوري (في الأردن) والطفل السوداني محمد محمود سيد الياس قراء السودانيين عبر الإنترنت نداء موجه إلى السلطات السودانية لوقف حكم الإعدام ضد الشاعر عبد المنعم عبد الر حمن، الذي اعتقله جهاز المخابرات والأمن الوطني السوداني في الدمازين بعد اندلاع الحرب الأهلية السودانية الثانية في ولاية النيل الأزرق مع زملائه التسعة عشر الذين تم احتجازهم ونقلهم من سجن Singa إلى سجن كوبر في العاصمة الخرطوم. جمع قراء الموقع أكثر من عشرة آلاف دولار أمريكي لنشر كتاب كتبه السياسي السوداني الخاتم عدلان بعنوان: «ما هو المنفى؟ ما هو الوطن؟».
بالإضافة إلى ذلك، أنشأ قراء «سودانيز أون لاين» وبعض السودانيين المقيمين في الخارج شبكة من المراسلين لصالح «الراهيل عُتيف أحمد إسحاق» من عدة بلدان، وجمعية متطوعين برسوم عضوية شهرية قدرها 10 دولارات.

## الابحاث الاكاديمية
أجرى العديد من الباحثين والطلاب السودانيين أبحاثاً حول موقع سودانيز اونلاين على الإنترنت. وشمل:
الدكتور سيف الدين حسن الود الذي حصل على درجة الدكتوراه من الجامعة الإسلامية الدولية في ماليزيا بناء على أطروحته بعنوان: «الأولويات المتبادلة للإعلام التقليدي والحديث - موقع سوداني على الإنترنت كدراسة حالة».
الدكتور أبو عبيدة عبد القادر عبيد مضاوي الذي حصل على درجة الدكتوراه من جامعة أوهايو – الولايات المتحدة الأمريكية بناء على أطروحته بعنوان: «دور السودانيين على الإنترنت في التواصل الجماهيري للمواطنين السودانيين حول العالم».

## حملات الاختراق
تعرضت شركة سودانيز أون لاين عدة مرات لهجمات الانسداد والقرصنة من السلطات الحكومية السودانية. وفي 10 تموز/يوليه 2004، أصدرت الشبكة العربية لمعلومات حقوق الإنسان بياناً أدانت فيه قيام السلطات السودانية بإعاقة الأراضي السودانية على الإنترنت، قائلة إنها تعتبر هذا الحجب انتهاكاً لحرية الرأي والتعبير وفقاً لاتفاقيات حقوق الإنسان، وانتهاكاً لحق نشر المعلومات. وناشدت الشبكة الحكومة السودانية أن توقف فوراً الحجب عن السودانيين من خلال العمل عملاً بالمادة 19 من دير الحقوق المدنية والسياسية التي تضمن توفير ونشر المعلومات والأفكار بين الناس.
وقد تم حظر الكتابات والكتب من العديد من المثقفين والكتاب السودانيين نشرت وتحميلها في أونلاين السودانية من قبل السلطات الحكومية السودانية. وكان من بين هؤلاء الكتاب الروائي محسن، خالد الذي صودرت كتبه في السودان وانتقدته وسائل الإعلام المحلية بشدة.ويتم دعم سودانز أونلاين فقط من خلال الإعلانات.

## في مكتبة الكونغرس
وقد اختارت مكتبة الكونغرس الأمريكي سودانيزاونلاين كاحدى المصادر المتخصصة في شؤون السودان ودارفور.

## اسهامات سودانيز اون لاين سياسياً
أرسى المنبر العام بسودانيزاونلاين دعائم أدبيات الحوار السياسي بين مختلف ألوان الطيف السوداني، فتم نشر عدد يقدر بمئآت الآلاف من المواضيع التي تناولت القضايا السياسية السودانية فكان الحوار ثر ومفيد تعلم الجميع من خلاله احترام الرأي وتقبل الرأي الأخر وأن بالحوار وحده يمكن حل قضايا السودان الشائكة المعقدة.

## اسهامات سودانيز اون لاين إجتماعياً
صهر المنبر العام أرواح اعضائه في بوتقة واحدة فكان التعارف بين الأجيال المختلفة، تعرف الاعضاء على شخصيات وإكتسبوا صداقات وظهر لهم أهل وأقارب، وكان سودانيز اون لاين أيضاً وسيلة ناجحة لبناء أكثر من 14 بيت سوداني من خلال زيجات لبعض أعضائه مثل زواج تمبس وداليا.
ولم يقتصر دور الموقع في ذلك.. بل قدم المساعدات العاجلة التي ساهمت في حل بعض الإشكاليات بصورة توضح معدن وأصالة المجتمع السوداني وقيم التكالف والتعاضد والتسامح والنفير
- مثل مساهمة أعضاء سودانيزاونلاين في جمع أكثر من 8 (عدد) الف دولار من اجل علاج سناء عوض الكريم [21]
- مثل مساهمة أعضاء سودانيزاونلاين في علاج الطفل السوداني محمد محمود سيد الياس [22]
- كما ساهم أعضاء سودانيز اون للاين في علاج الشاعر الراحل محجوب شريف خارج السودان [23]
- أيضا ساهم أعضاء سودانيزاونلاين في علاج غادة نورى في الأردن [24]
- وقع أعضاء سودانيزاونلاين على عريضة لوقف اعدام الشاعر عبد المنعم رحمه من قبل حكومة السودان والذي إعتقلته الأجهزة الأمنية في الدمازين في أعقاب تفجر الحرب في ولاية النيل الأزرق. بالإضافة

إلى تسعة عشر من من رفاقه الذين تم نقلهم مؤخراً من سنجة إلى سجن كوبر 
- جمع أعضاء سودانيز اون لاين أكثر من عشرة الف دولار لتغطية طباعة واعداد كتاب الخاتم عدلان ما المنفى وماهو الوطن [26]

بالإضافة إلى ذلك ساعد أعضاء الموقع الصحفية الدارفورية عواطف احمد اسحاق 

## اسهامات سودانيز اون لاين إعلامياً
يعتبر سودانيز أونلاين مدرسة رائدة في عالم الإعلام الرقمي السوداني، فمن خلال عضويته المنتشرة في بقاع العالم يمكن التقاط الخبر والمعلومة الحية أول باول من مصدر وموقع الحدث، بل شكل خطاً موازياً للإعلام لسوداني الذي سيطر عليه اعلام حكومة السودان، فكانت المساحة متاحة لكل القوى السياسية والثقافية في الضفة الأخرى بل أبعد من ذلك حيث الكثير من الصحف السودانية والعربية تعتمد على سودانيز أولاين كمصدر هام للأخبار السودانية، وهنا أتذكر مقولة ذكرها الصحافى خالد عويس وهي أن مقدم ومعد برنامج نقطة نظام بقناة العربية الأستاذ حسن معوض ذكر بأنه يعتمد اعتماداً كلياً على سودانيز أونلاين في تحضير كل حلقة تتعلق بالشآن السوداني.

## أدبياً وفنياً
من خلال سودانيز أونلاين ظهرت أقلام أدبية سودانية جديدة ما كان لها أن تجد الظهور لولا سودانيز أونلاين، فالوسائل الإعلامية السودانية ضيقة الماعون، ومخصصة لفئة محددة دون سواها... هناك أقلام فنية كبيرة وسامقة في دنيا الفن والأدب لا يسع المجال لحصرهم من فنانيين وموسيقيين ومسرحيين وتشكليين، أحسب أنهم نجوم لا تخطئها العين أثرت المنبر العام بالحوار وتقديم الكبسولات الثقافية والأدبية والفنية.. هذا رصيد ضخم يحسب لسودانيز أونلاين في دفع عجلة الحراك الثقافي والأدبي في السودان.

## درجات علمية في سودانيزاونلاين
اجرى عدد من الباحثين السودانيين والطلاب بحوث فوق الجامعية حول سودانيزاونلاين
- مثل حصول الدكتور سيف الدين حسن العوض درجة الدكتورة في بحثه حول ترتيب الاولويات المتبادل بين وسائل الاعلام التقليدية ووسائل الاعلام الجديدة… وكانت سودانيز اون لاين هي إحدى المواقع التي تم اختيارها ضمن متغيرات البحث من الجامعة الإسلامية العالمية -ماليزيا[30]
- كما حصل الطالب أبوعبيدة عبد القادر العبيد مضوى على درجة الدكتوراة في الفلسفة من جامعة أوهايو في بحث بعنوان دور سودانيزاونلاين في الاتصال الجماهيرى بين السودانيين حول العالم[31]

## تكريم
- الجدير بالذكران اتحاد طلاب جامعة الخرطوم كرم سودانيز اون لان لمناصرتها لقضايا الطلاب [32]